# Antonio Franceschi
Antonio Franceschi, noto come Tonino (Tonara, 12 dicembre 1928 – Oristano, 24 novembre 2001), è stato un politico italiano, già primo presidente della Provincia di Oristano, consigliere della Regione Sardegna e Commendatore Ordine al Merito della Repubblica Italiana.

## Biografia
Insieme al senatore Lucio Abis, suo amico personale, Franceschi fu tra i fondatori della Democrazia Cristiana oristanese. Contribuì alla fine degli anni settanta, insieme a Cenzo Loy e Pietrino Riccio, a far nascere il comitato di zona del partito scudocrociato decidendo il distacco da Cagliari. In quegli anni ricoprì l'incarico di segretario particolare proprio dell'ex senatore Lucio Abis, che all'epoca venne eletto presidente della Regione.
Il 9 settembre del 1975 Tonino Franceschi venne eletto presidente della neonata provincia di Oristano, guidando una alleanza formata da DC, PRI e PSDI, dopo le prime elezioni provinciali che sancirono l'autonomia di Oristano dal capoluogo della Sardegna. Successivamente venne eletto consigliere regionale e per diversi anni fu componente del Comitato provinciale della Dc oristanese. Nel corso della sua lunga militanza politica nella corrente "dorotea", ricoprì tra gli altri anche la presidenza dell'Esmas e concluse l'attività politica quale componente del Comitato regionale di controllo.
Il 21 dicembre 1977 venne nominato Commendatore Ordine al Merito della Repubblica Italiana da parte del Presidente della Repubblica Giovanni Leone, su proposta del Presidente del Consiglio Giulio Andreotti.
Morì il 24 novembre 2001 all'età di 72 anni.

## Memoria
Nel 2011, su proposta di Mauro Solinas e con delibera unanime del Consiglio, il Presidente della Provincia di Oristano Massimiliano DeSeneen attribuisce a Tonino Franceschi l'intitolazione del viadotto di collegamento tra la strada provinciale n. 1 per la frazione di Torregrande e il viale della Repubblica.